# دیمدیم
دیمدیم (انگلیسی: Dimdim) شرکت نرم‌افزار آمریکایی است، که در سال ۲۰۱۱ تأسیس شد.